# Associação Pro-Basquetebol de São Carlos
O Associação Pro-Basquetebol de São Carlos anteriormente Objetivo / São Carlos é um clube de basquete brasileiro, foi fundado em 1991. Está situado em São Carlos, onde surgiu Nenê Hilário.
A equipe é patrocinada pelo Colégio Objetivo, pela Prefeitura de São Carlos e por Nenê Hilário que hoje joga no Denver Nuggets da NBA.
Atualmente, o clube está com a Associação Pro-Basquetebol de São Carlos, que foi fundada em 2 de fevereiro de 1998.

## Títulos

### Liga de Basquete do Centro Oeste (LBC)
- Cadete - Campeão de 2008
- Sub-21 - Campeão de 2009 e 2013
- Adulto - Campeão de 2010[4][5]